# Colorful Days
「Colorful Days」（カラフルデイズ）は、天海春香（中村繪里子）・如月千早（今井麻美）・双海亜美（下田麻美）のシングル。2008年12月10日に日本コロムビアから発売された。

## 概要
正式なタイトルは「THE IDOLM@STER MASTER SPECIAL 765 “Colorful Days”」であり、『MASTER SPECIAL』シリーズに含まれ、表題曲「Colorful Days」は、PSP専用ゲーム『THE IDOLM@STER SP』の主題歌である。このCDの発売に先駆け、2008年11月21日 - 2008年12月3日までの期間限定で同楽曲のゲームバージョンが携帯サイトであるアニメロミックス「アニメロ☆うた」において着うたとして無料配信された。
同時発売となったオーバーマスターとの同時購入特典として先着で「ミニのぼりとイベント応募ハガキ」がメーカー特典としてプレゼントされた。
初回限定盤には「765プロ Colorful Days 先行プロモーションビデオ」、「TOKYO GAME SHOW 2008 プロモーション映像」、「ゲーム先行映像『ライバルとの出会い（春香・千早・亜美編）』」、「中村繪里子・今井麻美・下田麻美・仁後真耶子へのインタビュー映像」が収録されたDVDが付属する。

## 収録曲
1. Colorful Days（M@STER VERSION） [4:03]
歌：天海春香（中村繪里子）・如月千早（今井麻美）・双海亜美（下田麻美）
作詞：中村恵、作曲・編曲 ：NBGI（佐々木宏人）
2. スキ [3:28]
歌：天海春香（中村繪里子）・如月千早（今井麻美）・双海亜美（下田麻美）
作詞：只野菜摘、作曲・編曲：cota
3. サイレント ナイト
歌：天海春香（中村繪里子）・如月千早（今井麻美）・高槻やよい（仁後真耶子）
作詞：小林和子、作曲・オリジナルアーティスト：カズン、カバーアレンジ：景家淳
4. Colorful Days (M@STER VERSION) （オリジナル・カラオケ）
作詞：中村恵、作曲・編曲 ：NBGI（佐々木宏人）
5. スキ (オリジナル・カラオケ) [3:28]
作詞：只野菜摘、作曲・編曲：cota

## 収録作品
| 発売日          | 作品名                                                                  | 歌 | 備考                                                                                         |
| Colorful Days   | Colorful Days                                                           | Colorful Days | Colorful Days                                                                                |
| --------------- | ----------------------------------------------------------------------- | --- | -------------------------------------------------------------------------------------------- |
| 2008年 12月10日 | THE IDOLM@STER MASTER SPECIAL 765 “Colorful Days”                       | 天海春香（中村繪里子）、如月千早（今井麻美）、双海亜美（下田麻美）                                                                          |                                                                                              |
| 2009年 5月13日  | THE IDOLM@STER MASTER SPECIAL 04 萩原雪歩・四条貴音                     | 四条貴音（原由実） |                                                                                              |
| 8月5日          | THE IDOLM@STER MASTER SPECIAL 06 星井美希・水瀬伊織                     | 星井美希（長谷川明子）、我那覇響（沼倉愛美）、四条貴音（原由実）                                                                            | 歌詞の一部が変更された12 Colorsバージョン。                                                  |
| 2010年 6月2日   | THE IDOLM@STER BEST OF 765+876=!! VOL.02                                | 天海春香（中村繪里子）、如月千早（今井麻美）、双海亜美（下田麻美）                                                                          |                                                                                              |
| 2011年 6月25日  | THE IDOLM@STER MASTERBOX VII                                            | 天海春香（中村繪里子） | ゲームサイズ。                                                                               |
| 2011年 6月25日  | THE IDOLM@STER MASTERBOX VII                                            | 星井美希（長谷川明子） | ゲームサイズ。                                                                               |
| 2011年 6月25日  | THE IDOLM@STER MASTERBOX VII                                            | 如月千早（今井麻美） | ゲームサイズ。                                                                               |
| 2011年 6月25日  | THE IDOLM@STER MASTERBOX VII                                            | 四条貴音（原由実） | ゲームサイズ。                                                                               |
| 2011年 6月25日  | THE IDOLM@STER MASTERBOX VII                                            | 双海亜美 / 真美（下田麻美） | ゲームサイズ。                                                                               |
| 2011年 6月25日  | THE IDOLM@STER MASTERBOX VII                                            | 萩原雪歩（浅倉杏美） | ゲームサイズ。ゲーム『SP』には長谷優里奈が歌ったバージョンが収録されているが、CDには未収録。 |
| 2011年 6月25日  | THE IDOLM@STER MASTERBOX VII                                            | 高槻やよい（仁後真耶子） | ゲームサイズ。                                                                               |
| 2011年 6月25日  | THE IDOLM@STER MASTERBOX VII                                            | 菊地真（平田宏美） | ゲームサイズ。                                                                               |
| 2011年 6月25日  | THE IDOLM@STER MASTERBOX VII                                            | 秋月律子（若林直美） | ゲームサイズ。                                                                               |
| 2011年 6月25日  | THE IDOLM@STER MASTERBOX VII                                            | 我那覇響（沼倉愛美） | ゲームサイズ。                                                                               |
| 2011年 6月25日  | THE IDOLM@STER MASTERBOX VII                                            | 三浦あずさ（たかはし智秋） | ゲームサイズ。                                                                               |
| 2011年 6月25日  | THE IDOLM@STER MASTERBOX VII                                            | 水瀬伊織（釘宮理恵） | ゲームサイズ。                                                                               |
| 11月30日        | THE IDOLM@STER ANIM@TION MASTER 05                                      | 天海春香（中村繪里子）、星井美希（長谷川明子）、如月千早（今井麻美）、双海亜美 / 真美（下田麻美）、四条貴音（原由実）、我那覇響（沼倉愛美） | 12 Colorsバージョン。                                                                        |
| 2013年 9月18日  | THE IDOLM@STER 765PRO ALLSTARS+ GRE@TEST BEST! -THE IDOLM@STER HISTORY- | 天海春香（中村繪里子）、如月千早（今井麻美）、双海亜美（下田麻美）                                                                          |                                                                                              |
| スキ            |                                                                         | |                                                                                              |
| 2008年 12月10日 | THE IDOLM@STER MASTER SPECIAL 765 “Colorful Days”                       | 天海春香（中村繪里子）、如月千早（今井麻美）、双海亜美（下田麻美）                                                                          |                                                                                              |
| 2010年 6月2日   | THE IDOLM@STER BEST OF 765+876=!! VOL.02                                | 天海春香（中村繪里子）、如月千早（今井麻美）、双海亜美（下田麻美）                                                                          |                                                                                              |
| 2011年 5月25日  | THE IDOLM@STER MASTER ARTIST 2 -SECOND SEASON- 02 双海亜美              | 双海亜美（下田麻美） |                                                                                              |